# Marijane Meaker
Marijane Meaker (Auburn, Nueva York, 27 de mayo de 1927 - Springs, Nueva York, 21 de noviembre de 2022) fue una novelista y escritora estadounidense que ha empleado múltiples pseudónimos en diferentes géneros.

## Biografía
Entre 1952 y 1969 escribió veinte novelas de crimen y misterio bajo el nombre de Vin Packer, incluyendo la inmensamente popular Spring Fire, considerada como la artífice del surgimiento del género de la pulp fiction lésbica, aunque la mayoría de las obras de Packer no trataban el tema de la homosexualidad o contenían personajes gays. Empleando sus propias observaciones de lesbianas durante las décadas de 1950 y 1960, escribió una serie de libros de no ficción bajo el nombre de Ann Aldrich desde 1955 hasta 1972. En 1972 cambió de género y pseudónimo de nuevo para escribir novelas dirigidas a jóvenes adultos, y obtuvo bastante éxito como M. E. Kerr, escribiendo veinte novelas y ganando numerosos premios. Fue descrita por The New York Times Book Review como «una de las grandes maestras de la ficción para jóvenes adultos». Como Mary James ha escrito cuatro libros para una audiencia más joven. 
A pesar del género o nombre, sus libros tienen en común personajes complejos que tienen relaciones y problemas difíciles, y que luchan contra la conformidad. Meaker señaló sobre esto:

Yo era un ratón de biblioteca y una amante de la poesía. Cuando pienso sobre mí misma y lo que me hubiera gustado encontrar en los libros hace ya tantos años, recuerdo que me deprimían las historias perfectas, sin cabos sueltos y con un final feliz, la cantidad de triunfadores, los temas de vencer, resolver, encontrar —cuando a mi alrededor eso no parecía tan sencillo. Así que escribo con un sentimiento diferente cuando lo hago para la gente joven. Supongo que escribo para mí misma cuando tenía esa edad.